# Мередіт Монк
Мередіт Монк (англ. Meredith Jane Monk; нар.1942) — американська композиторка, співачка, режисер театру і кіно.

## Біографія і творчість
В 1964 році закінчила Колледж Сари Лоуренс в Нью-Йорку, в 1968 заснувала центр міждисциплінарних досліджень виконавського мистецтва «Дім»(англ. The House), запросила туди Брюса Наумана, Стіва Райха, Філіпа Ґласа та інших. Працювала в «Театрі Танцю Джадсон». Експериментує з техніками звукового розширення, з'єднанням різних мистецтв у виконавському акті. Співпрацює з «Кронос-квартетом».
За власними сценаріями зняла «фільми для слуху» «Елліс-Айленд»(1981) та «Книга днів»(1988).
Жанр пісні у творчості
Неабияка майстерність у вокальній творчості Мередіт Монк виходить далеко за межі канонів європейської вокальної естетики. Незвичний діапазон голосу (3-4 октави), прийоми горлового співу, субтони, тривале глісандо, йодлінгова техніка, поряд зі звиклим європейським співом є унікальними даруваннями композиторки.
Композиції, а саме пісні, мають дещо інше значення. В них не використана куплетна форма, текст є не вираженим, а інколи і зовсім відсутнім. Вони, скоріш, мають в собі глибинний зміст, безпосередньо пов'язаний з вокальною природою жанру. Об'єднуючи в своїй генеологічній історії не одне покоління музикантів, змішуючи декілька національних і культурних пластів Мередіт виводить пісню до рівня музичної комунікації, таким чином, урівнюючи спілкування різних рас чи національностей. Саме це пояснює здатність композиторки тонко відчувати неоднорідність американської культури, об'єднуючи всю її різноманітність в своїх піснях.

## Музичні твори

### Інструментальні твори
- Paris for solo piano (1973)
- Acts from under and above Ellis Island for two pianos (1986)
- Window in 7's for solo piano (1986)
- Parlour Games for two pianos (1988)
- Phantom Waltz for two pianos (1990)
- St.Petrsburg Waltz for solo piano (1994)
- Steppe Music for solo piano (1997)
- Clarinet Study #4, for Solo Clarinet (1999)
- Cello Study #1 for Solo Cello and Voice (1999)
- Trumpet Study #1 for Solo Trumpet (1999)
- Possible Sky for orchestra and voices (2003)
- Stringsongs for string quartet (2004)

## Вокальні твори
- 16 Millimeter Earrings for voice, guitar and tapes (1966)
- Juice: A Theater Cantata for 85 voices, Jew's harp and two violins (1969)
- Vessel: An Opera Epic for 75 voices, electronic organ, dulcimer and accordion (1971)
- Our Lady of Late for solo voice and wine glass (1972)
- Quarry: An Opera for 38 voices, 2 pump organs, 2 soprano recorders, tape (1976)
- Songs from the Hill for unaccompanied solo voice (1976)
- Tablet for four voices, piano four hands, two soprano recorders (1976)
- Dolmen Music for 6 voices, cello, percission (1979)
- The Games for 16 voices, synthesizer, keyboards, Flemish bagpipes, bagpipis, Chinese and rauschpfeife (1983)
- Astronaut Anthem for chorus a capella (1983)
- Panda Chant II for chorus a cappella (1984)
- Book of Days for 25 voices, syntesizer, piano or 7 voices, synthesizer (Chamber Version) (1985)
- Scared Song, song for solo voice, synthesizer and piano (1986)
- I Don't Know, song for solo voice and piano (1986)
- Atlas: An Opera in Three Parts for 18 voices and chamber orchestra (1991)
- Three Heavens and Hells for 4 voices (1992)
- Volcano Songs (Solo) for solo voice, voice with taped voices and piano (1994)
- Star Trek: Envoy for composing/directing/performing in the Den-Kai/Krikiki Ensemble (1995)
- The Politics of Quiet for 10 voices, 2 keyboards, horn, violin, bowed psaltry (1996)
- Mercy for 6 voices, 2 keyboards, percussion, multiple woodwinds, violin (2001)
- When There Were Work Songs for vocal ensemble (2002)
- Last Song for solo voice and piano (2003)
- Impermanence for eight voices, piano, keyboard, marimba, vibraphone, percussion, violin, multiple woodwinds, bicycle wheel (2005)
- Night for chorus and orchestra (1996—2005)
- Songs of Ascencion for vocal ensemble and string quartet (2006)

## Визнання
Представник нью-йорського художнього авнгарду. Почесний доктор Університету мистецтв Філадельфії, Художнього інституту Сан-Франциско, Бостонської консерваторії. Її музика використана в фільмах Жана-Люка Годара «Нова хвиля»(1990), братів Коен «Великий Лебовські» (1998) та інших.